# Wykonawstwo historyczne

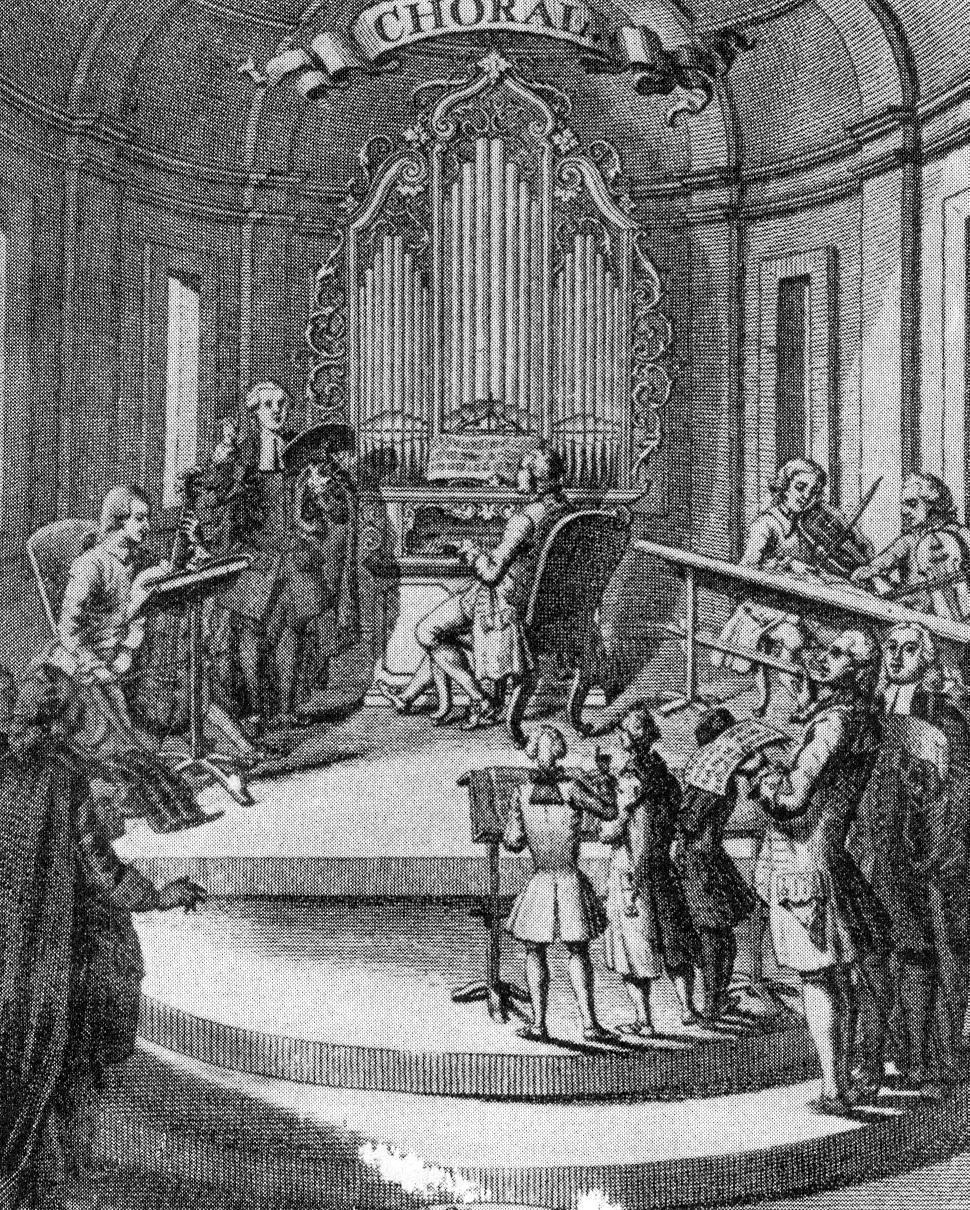
Koncert chóru, Zurych 1767

Wykonawstwo historyczne, autentyzm (ang. historically informed performance, period performance, authentic performance, Historically Informed Performance Practice – po polsku czasami oddawane kalką: „wykonanie historycznie poinformowane”) – kierunek powstały w Wielkiej Brytanii w latach 70. XX wieku, mający na celu próbę odtworzenia pierwotnych warunków wykonywania muzyki. Przeciwstawia się XIX- oraz XX-wiecznej praktyce wykonywania dawnych – zwłaszcza barokowych – utworów we współczesnej konwencji.
Przedstawiciele autentyzmu opierają się na badaniu oryginalnych traktatów muzycznych, prowadzą także badania w dziedzinie transkrypcji, produkcji instrumentów, tańca, akustyki budowli i technik wokalnych.

## Przykłady badanych zagadnień
- W muzyce dawnej rytm punktowany najpewniej wykonywany był zazwyczaj, na wzór francuskiej uwertury z przedłużeniem nuty punktowanej kosztem krótkiej nuty po kropce (tzw. „przepunktowanie”);
- rytmy bardziej skomplikowane w zapisie (np. polirytmia) były upraszczane w wykonaniu;
- system dźwiękowy: dziś zwykle równomiernie temperowany, dawniej zwykle naturalny lub nierównomiernie temperowany;
- wysokość stroju historycznych instrumentów była inna niż obecnie (w wykonaniach historycznych przyjmuje się często a'=415, nie a'=440 Hz).

## Przedstawiciele i krytycy
Do przedstawicieli autentyzmu należą m.in. Jordi Savall, Andrew Parrott, Christopher Hogwood, Ton Koopman, Masaaki Suzuki, John Eliot Gardiner, Paul McCreesh, René Jacobs, Andreas Scholl, Gustav Leonhardt, Nikolaus Harnoncourt, Philippe Herreweghe oraz Emma Kirkby.
Nurt ten ma także swoich krytyków; należą do nich muzycy, którzy preferują muzykę współczesną i jej środki wyrazu, m.in. Daniel Barenboim i Elżbieta Chojnacka (jej zdaniem „muzyką dawną zawładnął świat archeologii, w którym fetyszyzuje się instrument, a środki i sposoby wykonania stają się ważniejsze od samej muzyki”).